# Onesia accepta
Onesia accepta este o specie de muște din genul Onesia, familia Calliphoridae. A fost descrisă pentru prima dată de Malloch în anul 1927. Conform Catalogue of Life specia Onesia accepta nu are subspecii cunoscute.